# Phytoliriomyza colombiana
Phytoliriomyza colombiana este o specie de muște din genul Phytoliriomyza, familia Agromyzidae, descrisă de Spencer în anul 1984.
Este endemică în Columbia. Conform Catalogue of Life specia Phytoliriomyza colombiana nu are subspecii cunoscute.